# Robin Ridington
Robin Ridington (* 1. November 1939 in Westminster, Maryland, Vereinigte Staaten) ist ein nordamerikanischer Anthropologe und Ethnologe, emeritierter Professor der University of British Columbia und Fachmann für die Oral History der First Nations.

## Leben
Robin Ridington wurde 1939 in Westminster, Maryland, geboren. Er schloss die Westminster High School 1957 ab und machte seinen Bachelor of Arts in Anthropologie am Swarthmore College 1962, seinen Ph.D. erlangte er an der Harvard University 1968.
Über viele Jahre forschte Ridington mittels einer umfangreichen Audio- und Videodokumentationen seit 1964 zur Oral History, sprich mündlichen Weitergabe von Riten und Mythen von kanadischen Indianern der First Nation, insbesondere der Dunne-za, den Irokesen und der Omaha, wobei er seit 1978 von seiner Frau Jillian Ridington unterstützt wurde, mit der er einen Großteil seiner Werke herausbrachte. Von 1967 an war Robin Ridington Professor für Anthropologie an der University of British Columbia. Seit 1995 ist er emeritiert, forscht und schreibt auch weiterhin in seinen Bereichen.
1989 errang sein Werk Trail to Heaven: Knowledge and Narrative in a Northern Native Community den zu den BC Book Prizes gehörenden Hubert Evans Non-Fiction Prize.
Ridington lebt mit seiner Frau seit Jahrzehnten auf Galiano Island, British Columbia, und pflegt als Hobby ausgedehnte Trekking-Touren sowie das Verfassen von Sonetten.

## Werk
Fachbücher
- Swan People: A Study of the Dunne-za Prophet Dance.  Canadian Ethnology Service Mercury Series 38.  Ottawa: National Museums of Canada 1978.
- Robin und Jillian Ridington: People of the Trail: How the Northern Forest Indians Lived. Vancouver: Douglas and McIntyre 1978.
- Jillian and Robin Ridington: People of the Longhouse: How the Iroquoian People Lived.  Vancouver: Douglas and McIntyre 1982.
- Trail to Heaven: Knowledge and Narrative in a Northern Native Community.  Iowa City: University of Iowa Press. Kanadische Co-Publikation durch Douglas and McIntyre, Vancouver 1988.
- Little Bit Know Something: Stories in a Language of Anthropology.  Iowa City: University of Iowa Press 1992.  (Douglas and McIntyre, Vancouver.)
- Robin Ridington und Dennis Hastings: Blessing for a Long Time: The Sacred Pole of the Omaha Tribe. Lincoln: University of Nebraska 1997
- Robin und Jillian Ridington: When You Sing It Now, Just Like New: First Nations Poetics, Voices and Representations. Lincoln: University of Nebraska Press 2006.

Gedichte
- The Poets Don't Write Sonnets Anymore.   Plume of Cockatoo Press: Galiano 2008